# Ghiacciaio Spartan
Il ghiacciaio Spartan è un ghiacciaio lungo circa 3 km, situato sulla costa orientale dell'isola Alessandro I, al largo della costa della Terra di Palmer, in Antartide. Il ghiacciaio si trova nella parte nord-orientale delle cime Pianeta, subito a est del ghiacciaio Plutone, e da qui fluisce verso est fino ad andare ad alimentare la piattaforma di ghiaccio Giorgio VI, che ricopre l'omonimo canale, tra le scogliere Tombaugh, a sud, e le scogliere Callisto, a nord.

## Storia
Il ghiacciaio Spartan fu probabilmente avvistato per la prima volta da Lincoln Ellsworth, il quale, il 23 novembre 1935, effettuò una ricognizione aerea del segmento di costa in cui si trova il ghiacciaio, fotografandolo. La parte terminale del ghiacciaio è stata grossolanamente esplorata nel 1936 dalla spedizione britannica nella Terra di Graham, 1934-37, al comando di John Rymill, mentre l'intera formazione è stata infine mappata dall'Overseas Surveys Directorate grazie a immagini satellitari fornite dalla NASA, ed è stata così battezzata dal Comitato britannico per i toponimi antartici in onore di una muta di cani, chiamata "The Spartans", che era stata usata nell'ascesa del ghiacciaio svolta nel 1969.